# تامی هاس
تامی هاس (به آلمانی: Tommy Haas) (زاده ۳ آوریل ۱۹۷۸ - هامبورگ) تنیس‌باز اهل کشور آلمان است.
هاس در مسابقات بین‌المللی مهمی شرکت کرده است که می‌توان به صعود وی به مرحله نیمه نهایی مسابقات تنیس آزاد استرالیا و مسابقات تنیس ویمبلدون و همچنین کسب مدال نقره تنیس بازی‌های المپیک تابستانی ۲۰۰۰ اشاره کرد، بهترین رتبه وی در رتبه‌بندی جهانی تنیس ۲ (۱۳ مه ۲۰۰۲) بوده است.